# Liste der Baudenkmäler in Laugna
Auf dieser Seite sind die Baudenkmäler in der schwäbischen Gemeinde Laugna zusammengestellt. Diese Tabelle ist eine Teilliste der Liste der Baudenkmäler in Bayern. Grundlage ist die Bayerische Denkmalliste, die auf Basis des Bayerischen Denkmalschutzgesetzes vom 1. Oktober 1973 erstmals erstellt wurde und seither durch das Bayerische Landesamt für Denkmalpflege geführt wird. Die folgenden Angaben ersetzen nicht die rechtsverbindliche Auskunft der Denkmalschutzbehörde.

## Baudenkmäler nach Ortsteilen

### Laugna
| Lage                                       | Objekt                                | Beschreibung | Akten-Nr.     | Bild                            |
| ------------------------------------------ | ------------------------------------- | --- | ------------- | ------------------------------- |
| Bartholomäus-Holzhauser-Platz 1 (Standort) | Ehemalige Schule, jetzt Rathaus       | zweigeschossiger Mansardgiebeldachbau mit Treppenhausrisalit und Eckerker, barockisierender Heimatstil, von Andreas Balletshofer, 1913 | D-7-73-143-17 | Ehemalige Schule, jetzt Rathaus |
| Bartholomäus-Holzhauser-Platz 2 (Standort) | Katholische Pfarrkirche St. Elisabeth | barocker Saalbau mit Stichkappentonne und eingezogenem Chor, Turm und Chor nach Entwurf von Georg Reiner, 1713, Langhaus von Jörg Paulus und Matthias Kraus, 1716–1719, im Ostteil älter, Turmuntergeschoss 14. Jahrhundert; mit Ausstattung; Friedhofsummauerung, 18. Jahrhundert; Friedhofskapelle St. Antonius von Padua, kleiner Satteldachbau, 1721; mit Ausstattung; Ölberghäuschen von Martin Häsle, 1701; mit Ausstattung; an der Friedhofsmauer | D-7-73-143-1  | weitere Bilder                  |
| Hauptstraße 17 (Standort)                  | Schloss Laugna                        | zweigeschossiger Satteldachbau mit oktogonalem Eckturm mit Zwiebelhaube, 1613 erbaut, 1730 verändert; zugehörig Garten; Ummauerung, 18. Jahrhundert | D-7-73-143-2  | weitere Bilder                  |
| Hauptstraße 19 (Standort)                  | Ehemaliges Gasthaus zur Rose          | zweigeschossiger, traufständiger Satteldachbau, um 1810 | D-7-73-143-3  | Ehemaliges Gasthaus zur Rose    |
| Schulstraße 8 (Standort)                   | Ehemaliges Benefiziatenhaus           | langgestreckter, zweigeschossiger Satteldachbau mit Schweifgiebel und Giebelgesimsen, 1725 | D-7-73-143-6  | Ehemaliges Benefiziatenhaus     |
| Wirtsgasse 6 (Standort)                    | Bauernhaus                            | zweigeschossiger Satteldachbau, Wohnteil mit Volutengiebel und Erker, barockisierender Heimatstil, 1913 von Andreas Balletshofer | D-7-73-143-18 | Bauernhaus                      |

### Asbach
| Lage                       | Objekt                                | Beschreibung | Akten-Nr.    | Bild           |
| -------------------------- | ------------------------------------- | --- | ------------ | -------------- |
| Lindenstraße 12 (Standort) | Katholische Filialkirche St. Ottilien | einfacher, flachgedeckter Saalbau mit eingezogenem Chor und Dachreiter, von Anton Radmiller, 1785; mit Ausstattung | D-7-73-143-7 | weitere Bilder |

### Bocksberg
| Lage                       | Objekt                                                       | Beschreibung | Akten-Nr.     | Bild           |
| -------------------------- | ------------------------------------------------------------ | --- | ------------- | -------------- |
| Leonhardsweg 1 (Standort)  | Katholische Filialkirche Hl. Dreifaltigkeit und St. Leonhard | barocker, flachgedeckter Saalbau mit eingezogenem Chor, Turm mit Zwiebelhaube, 1748; mit Ausstattung                                          | D-7-73-143-9  | weitere Bilder |
| Nähe Bergstraße (Standort) | Ehemalige Burg                                               | ehemaliger Sitz der Ritter von Bocksberg, Reste des Bergfrieds, Nagelfluh- und Backsteinmauerwerk, wohl 13. Jahrhundert; südlich über dem Ort | D-7-73-143-10 | weitere Bilder |

### Modelshausen
| Lage                    | Objekt                                     | Beschreibung | Akten-Nr.     | Bild           |
| ----------------------- | ------------------------------------------ | --- | ------------- | -------------- |
| Pfarrplatz 2 (Standort) | Katholische Pfarrkirche St. Peter und Paul | einschiffiges Langhaus mit Stichkappentonne und eingezogenem Chor, Anfang 18. Jahrhundert; mit Ausstattung; Reste der ehemaligen Friedhofsmauer | D-7-73-143-11 | weitere Bilder |
| Pfarrplatz 3 (Standort) | Pfarrhaus                                  | zweigeschossiger Walmdachbau, Aufzugsgaube mit Ladeluke und Kranbalken, 2. Hälfte 18. Jahrhundert                                               | D-7-73-143-12 | Pfarrhaus      |

### Osterbuch
| Lage                        | Objekt                              | Beschreibung                                                                                           | Akten-Nr.     | Bild                 |
| --------------------------- | ----------------------------------- | --- | ------------- | -------------------- |
| Buchbergstraße 9 (Standort) | Wegkapelle                          | schlichter Satteldachbau, 1873; nördlich des Ortes                                                     | D-7-73-143-16 | Wegkapelle           |
| Kirchstraße 14 (Standort)   | Ehemaliges Pfarrhaus                | zweigeschossiger Satteldachbau, profilierte Gurtgesimse, unter den Fenstern gemalte Rahmenfelder, 1729 | D-7-73-143-14 | Ehemaliges Pfarrhaus |
| Kirchstraße 19 (Standort)   | Katholische Pfarrkirche St. Michael | zentralisierender Saalbau mit eingezogenem Chor, von Johann Bernd Nigg, 1768; mit Ausstattung          | D-7-73-143-15 | weitere Bilder       |